# Gruidae
I Gruidi (Gruidae Vigors, 1825) sono una famiglia dell'ordine dei Gruiformi il cui unico rappresentante originario dell'Europa centrale e settentrionale è la gru cenerina. Con il loro collo lungo e le zampe lunghe, le gru ricordano nell'aspetto i Ciconiiformi, con i quali non sono affatto imparentate. Rappresentate con 15 specie, sono diffuse in tutto il mondo e mancano solo in Sudamerica e in Antartide. La maggiore diversità di specie si riscontra in Asia e in Africa.
Molte specie si riproducono solo a partire dal quarto o quinto anno di vita e il tasso di mortalità dei giovani è elevato. È quindi molto difficile per loro compensare le perdite degli effettivi. Molte specie sono pertanto molto vulnerabili. Tra queste ricordiamo la gru americana, la gru della Manciuria e la gru siberiana.

## Descrizione

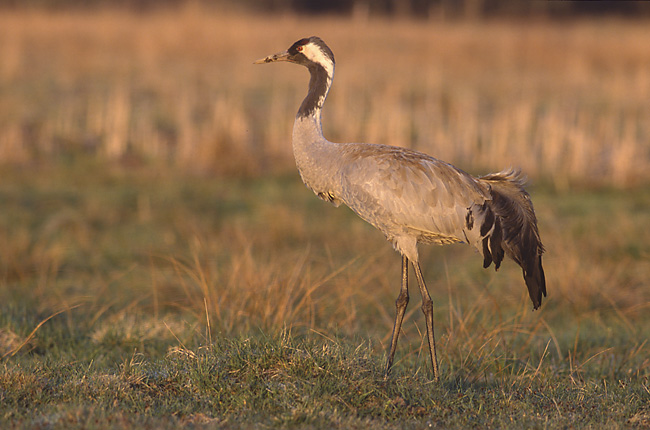
Gru cenerina alla luce della sera.

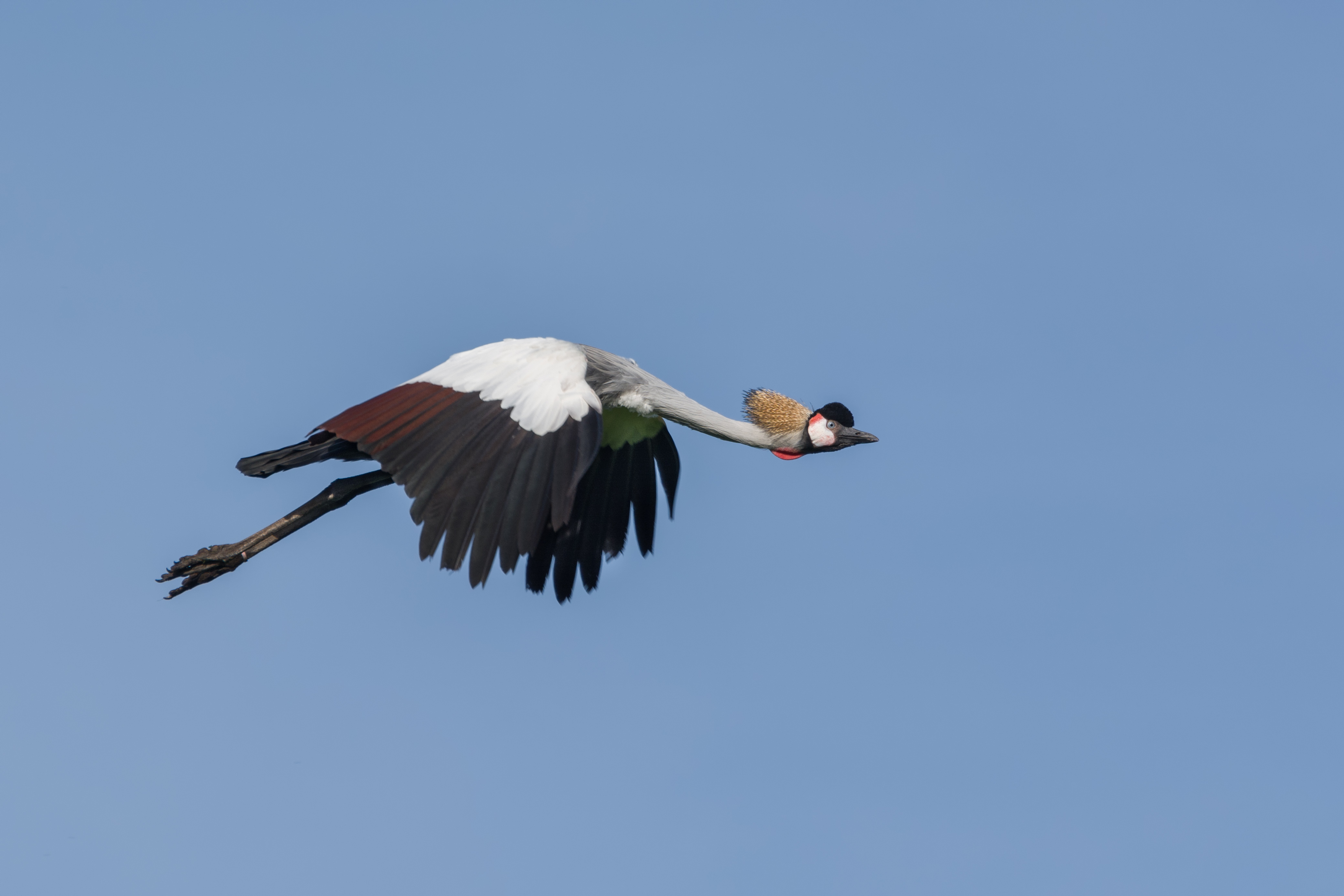
Gru coronata grigia in volo.

Le gru sono uccelli di dimensioni grandi o molto grandi che, con il loro collo lungo e le lunghe zampe, ricordano le cicogne e gli aironi. Con una lunghezza del corpo compresa tra 90 e 150 cm, sono tra i più grandi uccelli del mondo. La gru antigone, che si erge verticalmente da terra fino a raggiungere i 176 cm di altezza alla sommità del capo, è più alta di qualsiasi altro uccello in grado di volare. Il peso può raggiungere i 12 kg (nella gru della Manciuria). I maschi sono leggermente più grandi e più pesanti delle femmine, ma per il resto non vi è dimorfismo sessuale.
Il piumaggio delle gru è dominato dai toni grigi e bianchi. In linea generale, le specie più settentrionali sono caratterizzate da piumaggi più chiari e da dimensioni maggiori, mentre procedendo verso sud le specie diventano più scure e più piccole. Piume nere si trovano soprattutto su collo, coda e remiganti, ma non in tutte le specie. Solamente la damigella di Numidia e la gru del paradiso hanno la testa interamente ricoperta di piume. In altre gru spicca una zona di pelle nuda di colore rosso brillante, più o meno pronunciata. La gru caruncolata presenta anche due cospicue caruncole che pendono dalla gola. Le gru coronate hanno una caruncola più piccola e una cresta di piume gialle sulla sommità del capo.
Come le cicogne, le gru volano con il collo teso, mentre gli aironi volano con il collo piegato a forma di S. Le zampe vengono allungate orizzontalmente all'indietro. Nelle gru coronate il piede è chiaramente anisodattilo, cioè con tre dita rivolte in avanti e una all'indietro. Al contrario, nelle altre gru (sottofamiglia Gruinae) il dito posteriore è solo abbozzato.
Dal punto di vista anatomico, nei rappresentanti della sottofamiglia Gruinae è degna di nota la trachea notevolmente ingrandita, i cui anelli ossei sono fusi con lo sterno. Questa caratteristica, assente nelle gru coronate, viene sfruttata per produrre forti richiami.
Di conseguenza, le vocalizzazioni delle gru coronate sono relativamente deboli, mentre le gru del genere Grus possono emettere richiami estremamente forti simili allo squillo di una tromba. Il tipico reportorio vocale delle gru include un richiamo di contatto, un richiamo di allerta, un richiamo emesso prima della partenza e un richiamo in duetto che accompagna l'accoppiamento. Quest'ultimo è di gran lunga il più forte.

Una gru canadese durante il volo.

## Distribuzione e habitat

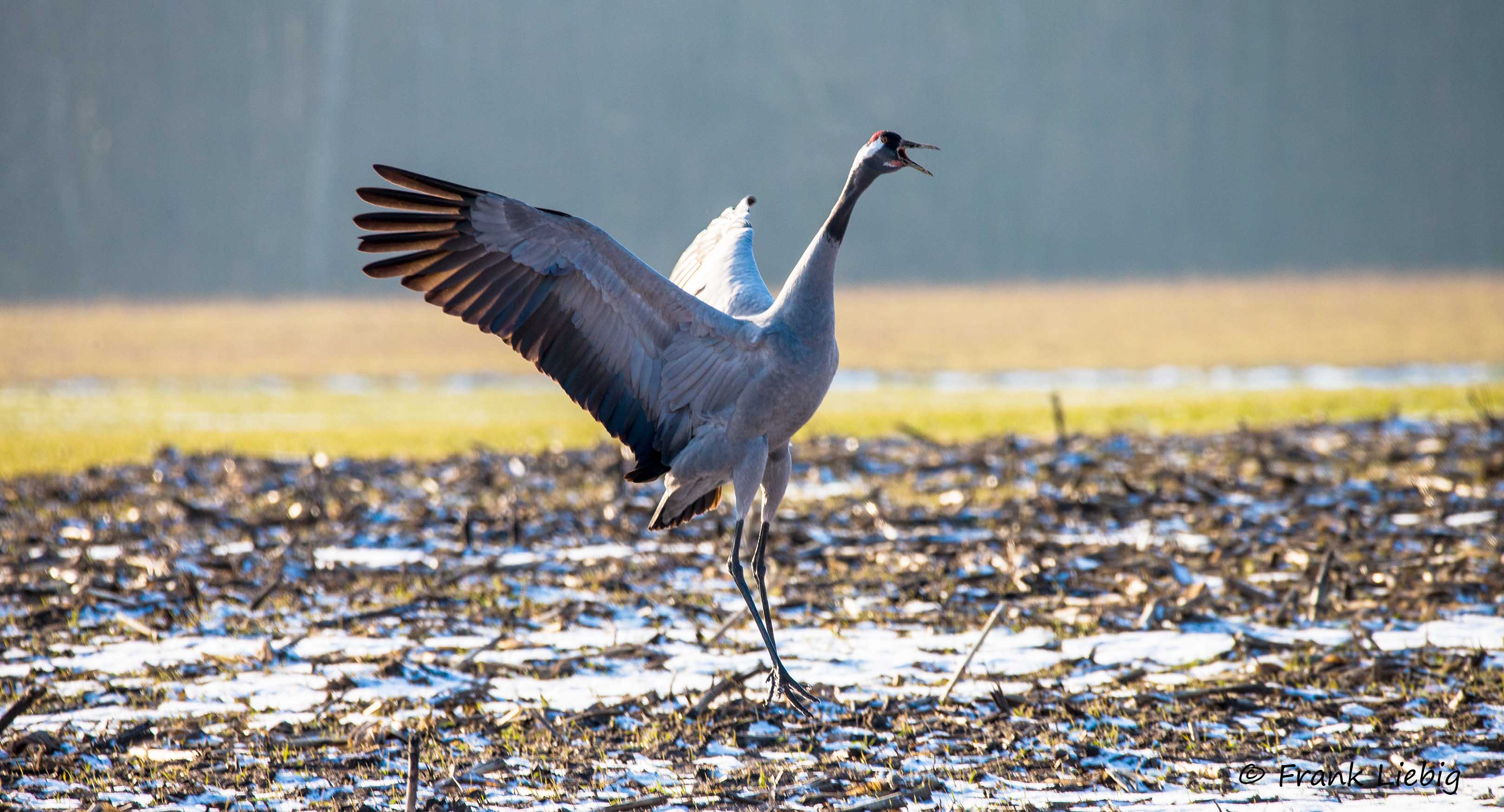
Gru di ritorno nel Meclemburgo.

Rappresentanti di questa famiglia si possono trovare in tutti i continenti del mondo ad eccezione dell'Antartide e del Sudamerica. La maggior parte delle specie della sottofamiglia Gruinae abitano le regioni artiche e temperate dell'emisfero settentrionale; fanno eccezione la gru caruncolata e la gru del paradiso dell'Africa subsahariana, la gru antigone dell'Asia meridionale e la gru brolga australiana. Le gru coronate sono esclusive delle regioni tropicali e subtropicali dell'Asia. Nelle isole britanniche le gru cenerine furono sterminate nel XVII secolo, ma dal 2010, sotto l'egida del Great Crane Project, i conservazionisti stanno cercando di reintrodurre la specie nel sud dell'Inghilterra.
Habitat preferiti delle gru sono i paesaggi aperti come la tundra o la savana. Molte specie sono legate all'acqua e pertanto si trovano principalmente in ambienti paludosi. La damigella di Numidia e la gru del paradiso si trovano anche nelle praterie aride e nei semi-deserti.
Mentre alcune specie di gru dei climi caldi sono stanziali, quelle dei climi più freddi sono uccelli migratori che devono percorrere lunghe distanze di diverse migliaia di chilometri. La gru siberiana si sposta dall'estremo nord della Siberia verso l'Iran, l'India e la Cina meridionale; alcune popolazioni della gru canadese migrano dalle regioni artiche del Canada e dell'Alaska verso la Florida e il Messico. Le gru si muovono in formazione a V ad altitudini di circa 2000 m, eccezionalmente fino a 10.000 m. In un giorno possono coprire, generalmente, distanze di 300 km, a volte anche 800, procedendo ad una velocità compresa tra 60 e 80 km/h.

## Biologia

### Comportamento

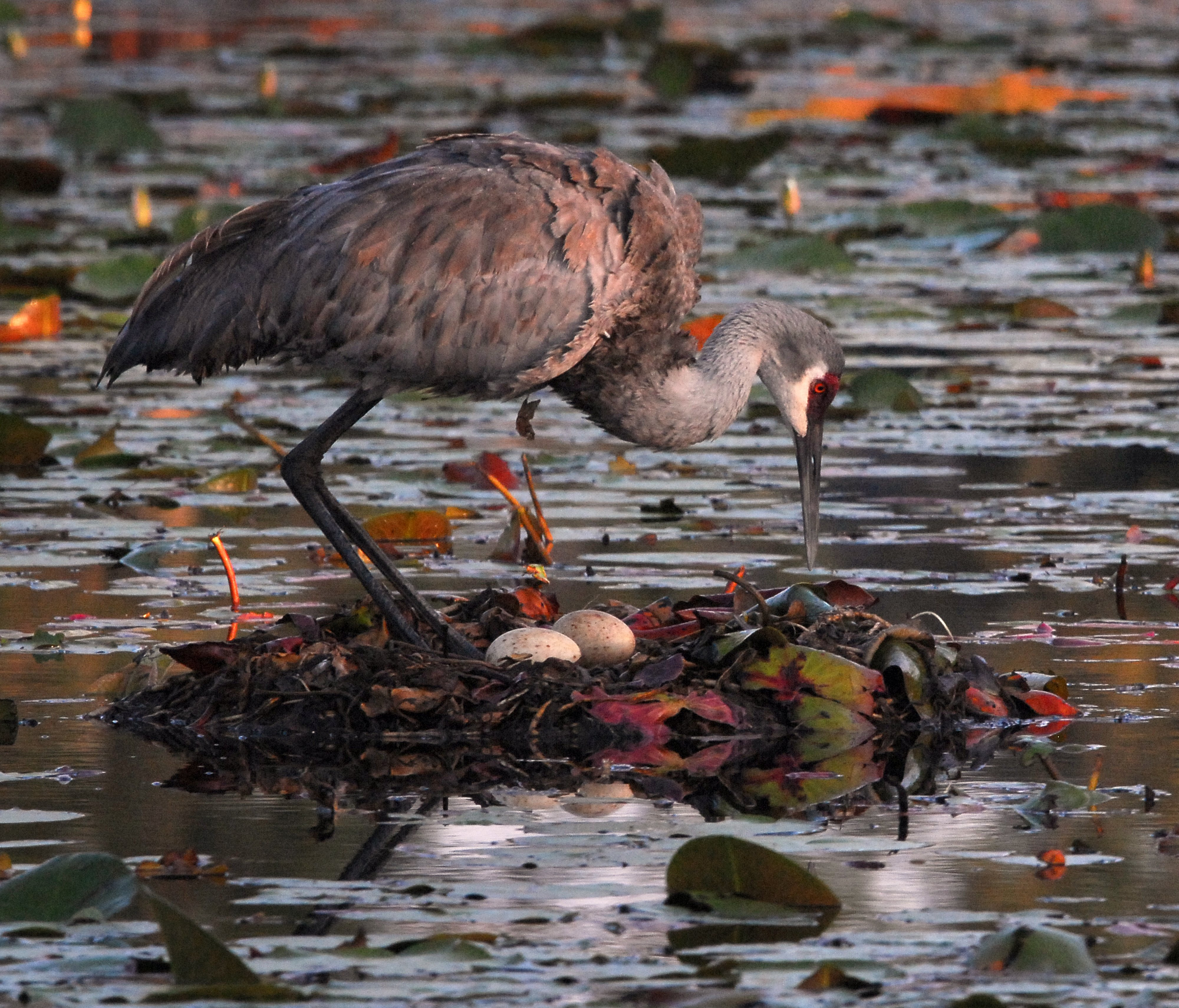
Gru canadese nel nido.

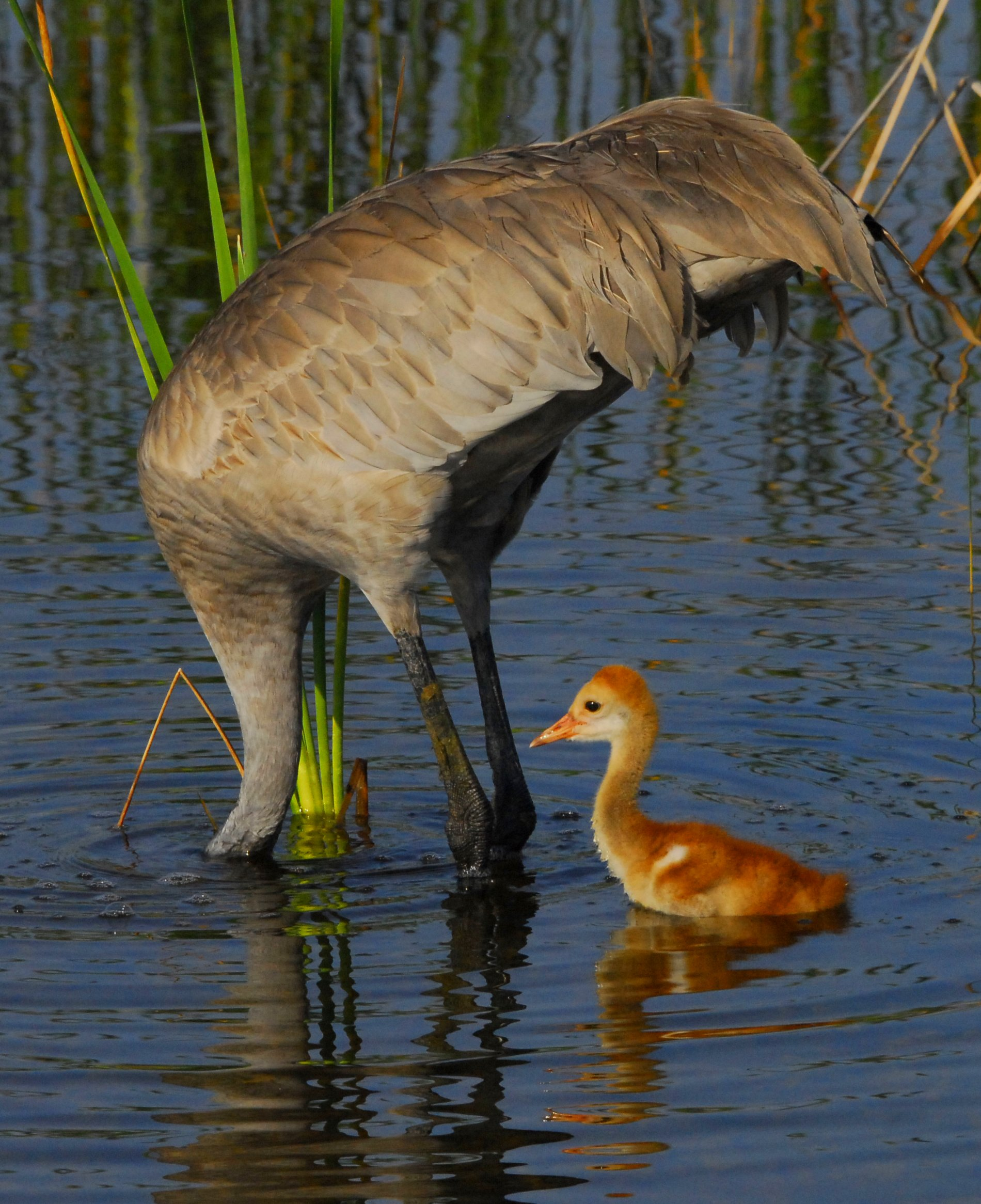
Gru canadese alla ricerca del cibo con il piccolo.

Le gru sono uccelli diurni che mostrano i maggiori livelli di attività al mattino e alla sera. Di notte, riposano sugli alberi (le gru coronate) o sul terreno (i Gruinae). Anche se conducono un'esistenza solitaria durante la stagione riproduttiva, negli altri periodi dell'anno sono uccelli particolarmente socievoli che vivono in grandi stormi.
Un comportamento per cui le gru sono ben note è la «danza». Le danze svolgono un ruolo particolare durante la formazione delle coppie e, nelle coppie già stabilite, servono a rafforzare i legami coniugali. Tuttavia, le danze sono state segnalate anche al di fuori della stagione degli amori e sono chiaramente polifunzionali presso un certo numero di specie. Esse riflettono il benessere degli uccelli e svolgono un certo ruolo nella coesione tra genitori e prole. I più attivi in questo senso sono gli esemplari giovani e subadulti. Quando danzano, questi uccelli saltellano con le ali spiegate, si flettono sulle zampe, scalciano in aria, emettono forti richiami e lanciano in aria erba e altri oggetti con il becco. L'esatto andamento della danza varia da una specie all'altra.
Dal momento che la maggior parte delle specie di gru sono animali molto territoriali, almeno durante la stagione riproduttiva, le loro posture rituali comprendono anche segnali di minaccia. Anche questi differiscono nella loro forma dettagliata da specie a specie. La gru cenerina, ad esempio, abbassa rapidamente la testa a terra con le ali leggermente sollevate, quindi la risolleva e la ripiega sulla schiena. Allora le ali vengono abbassate e l'uccello emette un richiamo intimidatorio. Nel caso della gru siberiana, che è considerata una delle gru più territoriali e aggressive, le dimostrazioni intimidatorie costituiscono gran parte del comportamento ritualizzato. Tra le sue posture minacciose figura un approccio dimostrativo al rivale, in cui la gru solleva la zampa prima del passo successivo, solleva il collo verticalmente e preme il becco contro il collo.

### Alimentazione
Le gru sono uccelli onnivori che si nutrono di sostanze sia di origine vegetale (semi, radici, foglie, erba, noci, bacche) che animale (vermi, molluschi, insetti, crostacei, pesci, rane, lucertole, roditori). Quando vanno in cerca di cibo, le gru si spostano in continuazione, in quanto non tendono mai agguati alle prede restando ferme in un unico punto. La loro dieta può subire variazioni a seconda delle stagioni.
Le specie a becco corto (gru cenerina, damigella di Numidia, gru coronata nera, ecc.) pascolano come le oche, nutrendosi di quel che trovano in superficie. Al contrario, le specie a becco lungo (gru siberiana, gru antigone, brolga, ecc.) scavano nel terreno soffice e umido alla ricerca di radici e altri alimenti.

### Riproduzione
Nelle regioni nord-temperate e polari, la stagione riproduttiva delle gru ha inizio tra aprile e giugno. Al contrario, è variabile ai tropici: alcune specie si riproducono durante la stagione delle piogge, altre in qualsiasi momento dell'anno. Le gru sono monogame. Le coppie di solito rimangono insieme fino a quando uno dei due partner muore. Nel caso una coppia non riesca a riprodursi per più volte di seguito, tuttavia, i due membri si possono separare prematuramente.
All'inizio della stagione riproduttiva, le gru che si sono unite a formare una coppia eseguono le caratteristiche danze. Le coppie già formatesi in una stagione degli amori precedente non eseguono parate nuziali, ma procedono subito all'accoppiamento. Questo è seguito da una reciproca pulizia del piumaggio.
Entrambi i partner sono coinvolti nella costruzione del nido. Di solito, le gru nidificano sul terreno; solo le gru coronate costruiscono il nido sugli alberi, ma anche presso di loro questo rappresenta un'eccezione. Le damigelle di Numidia e le gru del paradiso di tanto in tanto non costruiscono nessun nido, ma depongono le uova sulla nuda terra. Normalmente, le gru che nidificano in terreni paludosi costruiscono un nido fatto di materiale vegetale accatastato. La covata è costituita da due uova in quasi tutte le specie. Le gru caruncolate a volte depongono un solo uovo, mentre le gru coronate di solito ne depongono tre o quattro. Il colore delle uova è bianco o bluastro nelle specie tropicali, più scuro nelle specie dei climi più freddi. Le uova scure assorbono la radiazione solare del nord, mentre le uova bianche la riflettono. Le uova della maggior parte delle specie di gru sono ricoperte da un motivo a macchie.
La cova dura in media trenta giorni. Ad essa si dedicano entrambi i partner, ma è la femmina a svolgere la maggior parte di questo compito. Pertanto la femmina cova per tutta la notte, mentre durante il giorno i due partner si alternano. Entrambi i genitori partecipano anche all'alimentazione dei piccoli. Questi, tuttavia, si allontanano dal nido dopo pochi giorni e saranno loro stessi ad andare in cerca del cibo di cui necessitano, pur continuando, comunque, a dipendere dalla protezione dei genitori per molto tempo. Le damigelle di Numidia diventano indipendenti dopo 55-60 giorni e le gru caruncolate dopo 90-130 giorni. Spesso solo uno dei giovani riesce a sopravvivere, in quanto il primo che esce dall'uovo è più forte e impedisce al fratello di accedere al cibo. Nella gru siberiana, i genitori con il primogenito lasciano sempre il nido primo che il secondo uovo si schiuda; di conseguenza, il pulcino, una volta nato, rimane da solo e muore di fame.

## Evoluzione
Il gruppo più antico di gru è quello delle gru coronate, di cui si conoscono resti fossili risalenti all'Eocene, epoca nella quale vivevano anche in Europa e in Nordamerica. I più antichi fossili di «vere» gru (Gruinae), invece, risalgono al Miocene. Nel Wyoming è stato rinvenuto un osso della zampa appartenente ad una gru canadese del Pliocene. Nel Pleistocene medio-superiore, molte delle specie di gru odierne erano già presenti entro i confini del loro areale.

## Tassonomia

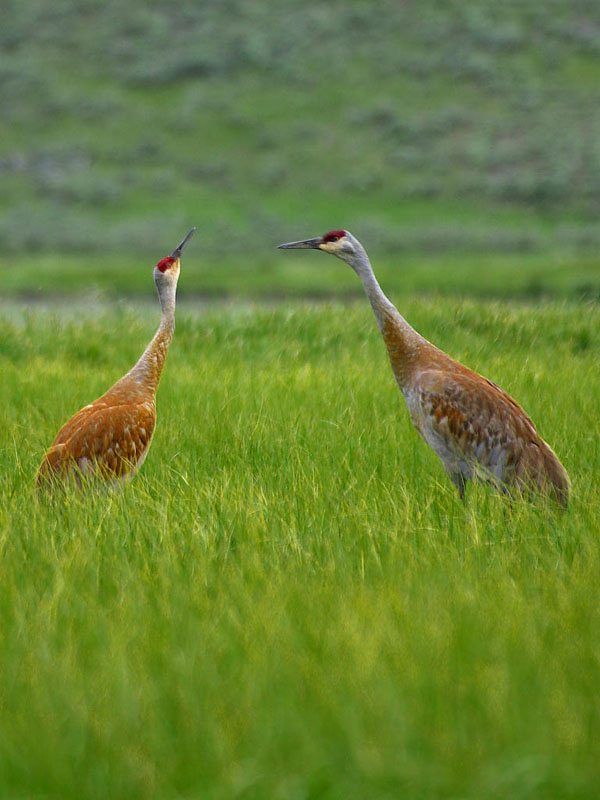
Gru canadesi nel parco nazionale di Yellowstone (19 giugno 2004).

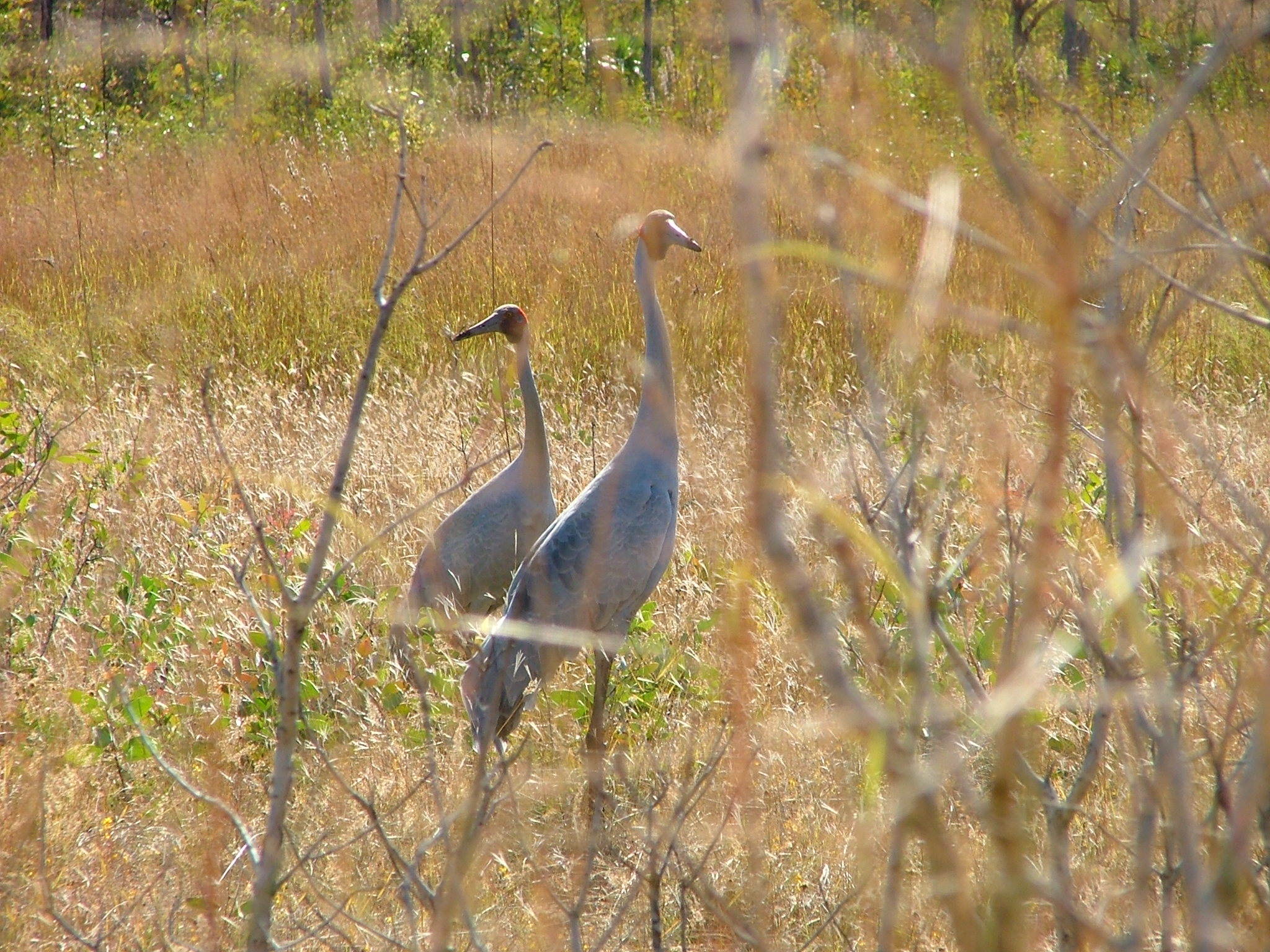
Due esemplari di brolga.

Le gru sono state assegnate all'ordine che da esse prende il nome, quello dei Gruiformi. All'interno di questo ordine, i loro parenti più stretti sono il rallo gigante o serracura e i trombettieri.
Tradizionalmente, le gru vengono suddivise in due sottofamiglie. Le gru coronate (Balearicinae) sono prive della trachea assai lunga e serpentina propria delle vere gru (Gruinae). Al gruppo delle gru coronate sono ascritte solamente due specie; tutte le altre appartengono ai Gruinae. Tra questi ultimi, il genere Grus è di gran lunga il più ricco di specie. La classificazione seguente segue quella ufficiale dell'Unione Ornitologica Internazionale, con le correzioni proposte da Handbook of the Birds of the World Alive.
Sottofamiglia Balearicini (Balearicinae)
- Balearica Brisson, 1760
  - Balearica regulorum (E. T. Bennett, 1834) - gru coronata grigia;
  - Balearica pavonina (Linnaeus, 1758) - gru coronata nera.

Sottofamiglia Gruini (Gruinae)
- Leucogeranus Bonaparte, 1855
  - Leucogeranus leucogeranus  (Pallas, 1773) - gru siberiana.
- Antigone Reichenbach, 1853
  - Antigone canadensis (Linnaeus, 1758) - gru canadese;
  - Antigone vipio (Pallas, 1811) - gru nucabianca;
  - Antigone antigone (Linnaeus, 1758) - gru antigone;
  - Antigone rubicunda (Perry, 1810) - brolga.
- Grus Brisson, 1760
  - Grus carunculata (J. F. Gmelin, 1789) o Bugeranus carunculatus - gru caruncolata;
  - Grus paradisea (A. A. H. Lichtenstein, 1793) o Anthropoides paradiseus - gru del paradiso;
  - Grus virgo (Linnaeus, 1758) o Anthropoides virgo - damigella di Numidia;
  - Grus japonensis (P. L. Statius Müller, 1776) - gru della Manciuria;
  - Grus americana (Linnaeus, 1758) - gru americana;
  - Grus grus (Linnaeus, 1758) - gru cenerina;
  - Grus monacha Temminck, 1835 - gru monaca;
  - Grus nigricollis Przewalski, 1876 - gru collonero.

Grazie alle analisi genetiche molecolari è stato possibile studiare le relazioni che intercorrono tra le specie di gru. Le analisi effettuate attraverso l'ibridazione DNA-DNA da Krajewski e le analisi del citocromo b da Krajewski e Fetzner sono giunte a conclusioni simili. I raggruppamenti di specie a eccezione di Grus sono risultati monofiletici, mentre quest'ultimo è risultato parafiletico per quanto riguarda i generi Antigone, Bugeranus e Anthropoides. Il cladogramma realizzato da Krajewski e Fetzner si presenta così:
|      | Gru canadese (Antigone canadensis)                                                                                     |
|      | |
| N.N. | \| \| Damigella di Numidia e gru del paradiso (Anthropoides) \| \| \| \| \| \| Gru caruncolata (Bugeranus) \| \| \| \| |
|      | \| \| Damigella di Numidia e gru del paradiso (Anthropoides) \| \| \| \| \| \| Gru caruncolata (Bugeranus) \| \| \| \| |
|      | Damigella di Numidia e gru del paradiso (Anthropoides)                                                                 |
|      | |
|      | Gru caruncolata (Bugeranus)                                                                                            |
|      | |

|  | Damigella di Numidia e gru del paradiso (Anthropoides) |
|  |                                                        |
|  | Gru caruncolata (Bugeranus)                            |
|  |                                                        |

|      | Gru canadese (Antigone canadensis)                                                                                     |
|      | |
| N.N. | \| \| Damigella di Numidia e gru del paradiso (Anthropoides) \| \| \| \| \| \| Gru caruncolata (Bugeranus) \| \| \| \| |
|      | \| \| Damigella di Numidia e gru del paradiso (Anthropoides) \| \| \| \| \| \| Gru caruncolata (Bugeranus) \| \| \| \| |
|      | Damigella di Numidia e gru del paradiso (Anthropoides)                                                                 |
|      | |
|      | Gru caruncolata (Bugeranus)                                                                                            |
|      | |

|  | Damigella di Numidia e gru del paradiso (Anthropoides) |
|  |                                                        |
|  | Gru caruncolata (Bugeranus)                            |
|  |                                                        |

|      | Gru canadese (Antigone canadensis)                                                                                     |
|      | |
| N.N. | \| \| Damigella di Numidia e gru del paradiso (Anthropoides) \| \| \| \| \| \| Gru caruncolata (Bugeranus) \| \| \| \| |
|      | \| \| Damigella di Numidia e gru del paradiso (Anthropoides) \| \| \| \| \| \| Gru caruncolata (Bugeranus) \| \| \| \| |
|      | Damigella di Numidia e gru del paradiso (Anthropoides)                                                                 |
|      | |
|      | Gru caruncolata (Bugeranus)                                                                                            |
|      | |

|  | Damigella di Numidia e gru del paradiso (Anthropoides) |
|  |                                                        |
|  | Gru caruncolata (Bugeranus)                            |
|  |                                                        |

|      | Gru canadese (Antigone canadensis)                                                                                     |
|      | |
| N.N. | \| \| Damigella di Numidia e gru del paradiso (Anthropoides) \| \| \| \| \| \| Gru caruncolata (Bugeranus) \| \| \| \| |
|      | \| \| Damigella di Numidia e gru del paradiso (Anthropoides) \| \| \| \| \| \| Gru caruncolata (Bugeranus) \| \| \| \| |
|      | Damigella di Numidia e gru del paradiso (Anthropoides)                                                                 |
|      | |
|      | Gru caruncolata (Bugeranus)                                                                                            |
|      | |

|  | Damigella di Numidia e gru del paradiso (Anthropoides) |
|  |                                                        |
|  | Gru caruncolata (Bugeranus)                            |
|  |                                                        |

|      | Gru canadese (Antigone canadensis)                                                                                     |
|      | |
| N.N. | \| \| Damigella di Numidia e gru del paradiso (Anthropoides) \| \| \| \| \| \| Gru caruncolata (Bugeranus) \| \| \| \| |
|      | \| \| Damigella di Numidia e gru del paradiso (Anthropoides) \| \| \| \| \| \| Gru caruncolata (Bugeranus) \| \| \| \| |
|      | Damigella di Numidia e gru del paradiso (Anthropoides)                                                                 |
|      | |
|      | Gru caruncolata (Bugeranus)                                                                                            |
|      | |

|  | Damigella di Numidia e gru del paradiso (Anthropoides) |
|  |                                                        |
|  | Gru caruncolata (Bugeranus)                            |
|  |                                                        |

|      | Gru canadese (Antigone canadensis)                                                                                     |
|      | |
| N.N. | \| \| Damigella di Numidia e gru del paradiso (Anthropoides) \| \| \| \| \| \| Gru caruncolata (Bugeranus) \| \| \| \| |
|      | \| \| Damigella di Numidia e gru del paradiso (Anthropoides) \| \| \| \| \| \| Gru caruncolata (Bugeranus) \| \| \| \| |
|      | Damigella di Numidia e gru del paradiso (Anthropoides)                                                                 |
|      | |
|      | Gru caruncolata (Bugeranus)                                                                                            |
|      | |

|  | Damigella di Numidia e gru del paradiso (Anthropoides) |
|  |                                                        |
|  | Gru caruncolata (Bugeranus)                            |
|  |                                                        |

|      | Gru canadese (Antigone canadensis)                                                                                     |
|      | |
| N.N. | \| \| Damigella di Numidia e gru del paradiso (Anthropoides) \| \| \| \| \| \| Gru caruncolata (Bugeranus) \| \| \| \| |
|      | \| \| Damigella di Numidia e gru del paradiso (Anthropoides) \| \| \| \| \| \| Gru caruncolata (Bugeranus) \| \| \| \| |
|      | Damigella di Numidia e gru del paradiso (Anthropoides)                                                                 |
|      | |
|      | Gru caruncolata (Bugeranus)                                                                                            |
|      | |

|  | Damigella di Numidia e gru del paradiso (Anthropoides) |
|  |                                                        |
|  | Gru caruncolata (Bugeranus)                            |
|  |                                                        |

|      | Gru canadese (Antigone canadensis)                                                                                     |
|      | |
| N.N. | \| \| Damigella di Numidia e gru del paradiso (Anthropoides) \| \| \| \| \| \| Gru caruncolata (Bugeranus) \| \| \| \| |
|      | \| \| Damigella di Numidia e gru del paradiso (Anthropoides) \| \| \| \| \| \| Gru caruncolata (Bugeranus) \| \| \| \| |
|      | Damigella di Numidia e gru del paradiso (Anthropoides)                                                                 |
|      | |
|      | Gru caruncolata (Bugeranus)                                                                                            |
|      | |

|  | Damigella di Numidia e gru del paradiso (Anthropoides) |
|  |                                                        |
|  | Gru caruncolata (Bugeranus)                            |
|  |                                                        |

|      | Gru canadese (Antigone canadensis)                                                                                     |
|      | |
| N.N. | \| \| Damigella di Numidia e gru del paradiso (Anthropoides) \| \| \| \| \| \| Gru caruncolata (Bugeranus) \| \| \| \| |
|      | \| \| Damigella di Numidia e gru del paradiso (Anthropoides) \| \| \| \| \| \| Gru caruncolata (Bugeranus) \| \| \| \| |
|      | Damigella di Numidia e gru del paradiso (Anthropoides)                                                                 |
|      | |
|      | Gru caruncolata (Bugeranus)                                                                                            |
|      | |

|  | Damigella di Numidia e gru del paradiso (Anthropoides) |
|  |                                                        |
|  | Gru caruncolata (Bugeranus)                            |
|  |                                                        |

|      | Gru canadese (Antigone canadensis)                                                                                     |
|      | |
| N.N. | \| \| Damigella di Numidia e gru del paradiso (Anthropoides) \| \| \| \| \| \| Gru caruncolata (Bugeranus) \| \| \| \| |
|      | \| \| Damigella di Numidia e gru del paradiso (Anthropoides) \| \| \| \| \| \| Gru caruncolata (Bugeranus) \| \| \| \| |
|      | Damigella di Numidia e gru del paradiso (Anthropoides)                                                                 |
|      | |
|      | Gru caruncolata (Bugeranus)                                                                                            |
|      | |

|  | Damigella di Numidia e gru del paradiso (Anthropoides) |
|  |                                                        |
|  | Gru caruncolata (Bugeranus)                            |
|  |                                                        |

|      | Gru canadese (Antigone canadensis)                                                                                     |
|      | |
| N.N. | \| \| Damigella di Numidia e gru del paradiso (Anthropoides) \| \| \| \| \| \| Gru caruncolata (Bugeranus) \| \| \| \| |
|      | \| \| Damigella di Numidia e gru del paradiso (Anthropoides) \| \| \| \| \| \| Gru caruncolata (Bugeranus) \| \| \| \| |
|      | Damigella di Numidia e gru del paradiso (Anthropoides)                                                                 |
|      | |
|      | Gru caruncolata (Bugeranus)                                                                                            |
|      | |

|  | Damigella di Numidia e gru del paradiso (Anthropoides) |
|  |                                                        |
|  | Gru caruncolata (Bugeranus)                            |
|  |                                                        |

|      | Gru canadese (Antigone canadensis)                                                                                     |
|      | |
| N.N. | \| \| Damigella di Numidia e gru del paradiso (Anthropoides) \| \| \| \| \| \| Gru caruncolata (Bugeranus) \| \| \| \| |
|      | \| \| Damigella di Numidia e gru del paradiso (Anthropoides) \| \| \| \| \| \| Gru caruncolata (Bugeranus) \| \| \| \| |
|      | Damigella di Numidia e gru del paradiso (Anthropoides)                                                                 |
|      | |
|      | Gru caruncolata (Bugeranus)                                                                                            |
|      | |

|  | Damigella di Numidia e gru del paradiso (Anthropoides) |
|  |                                                        |
|  | Gru caruncolata (Bugeranus)                            |
|  |                                                        |

|      | Gru canadese (Antigone canadensis)                                                                                     |
|      | |
| N.N. | \| \| Damigella di Numidia e gru del paradiso (Anthropoides) \| \| \| \| \| \| Gru caruncolata (Bugeranus) \| \| \| \| |
|      | \| \| Damigella di Numidia e gru del paradiso (Anthropoides) \| \| \| \| \| \| Gru caruncolata (Bugeranus) \| \| \| \| |
|      | Damigella di Numidia e gru del paradiso (Anthropoides)                                                                 |
|      | |
|      | Gru caruncolata (Bugeranus)                                                                                            |
|      | |

|  | Damigella di Numidia e gru del paradiso (Anthropoides) |
|  |                                                        |
|  | Gru caruncolata (Bugeranus)                            |
|  |                                                        |

|      | Gru canadese (Antigone canadensis)                                                                                     |
|      | |
| N.N. | \| \| Damigella di Numidia e gru del paradiso (Anthropoides) \| \| \| \| \| \| Gru caruncolata (Bugeranus) \| \| \| \| |
|      | \| \| Damigella di Numidia e gru del paradiso (Anthropoides) \| \| \| \| \| \| Gru caruncolata (Bugeranus) \| \| \| \| |
|      | Damigella di Numidia e gru del paradiso (Anthropoides)                                                                 |
|      | |
|      | Gru caruncolata (Bugeranus)                                                                                            |
|      | |

|  | Damigella di Numidia e gru del paradiso (Anthropoides) |
|  |                                                        |
|  | Gru caruncolata (Bugeranus)                            |
|  |                                                        |

|      | Gru canadese (Antigone canadensis)                                                                                     |
|      | |
| N.N. | \| \| Damigella di Numidia e gru del paradiso (Anthropoides) \| \| \| \| \| \| Gru caruncolata (Bugeranus) \| \| \| \| |
|      | \| \| Damigella di Numidia e gru del paradiso (Anthropoides) \| \| \| \| \| \| Gru caruncolata (Bugeranus) \| \| \| \| |
|      | Damigella di Numidia e gru del paradiso (Anthropoides)                                                                 |
|      | |
|      | Gru caruncolata (Bugeranus)                                                                                            |
|      | |

|  | Damigella di Numidia e gru del paradiso (Anthropoides) |
|  |                                                        |
|  | Gru caruncolata (Bugeranus)                            |
|  |                                                        |

|      | Gru canadese (Antigone canadensis)                                                                                     |
|      | |
| N.N. | \| \| Damigella di Numidia e gru del paradiso (Anthropoides) \| \| \| \| \| \| Gru caruncolata (Bugeranus) \| \| \| \| |
|      | \| \| Damigella di Numidia e gru del paradiso (Anthropoides) \| \| \| \| \| \| Gru caruncolata (Bugeranus) \| \| \| \| |
|      | Damigella di Numidia e gru del paradiso (Anthropoides)                                                                 |
|      | |
|      | Gru caruncolata (Bugeranus)                                                                                            |
|      | |

|  | Damigella di Numidia e gru del paradiso (Anthropoides) |
|  |                                                        |
|  | Gru caruncolata (Bugeranus)                            |
|  |                                                        |

## Rapporti con l'uomo

### Cultura popolare

#### Etimologia e denominazione
Il nome «gru» deriva dal latino grus, che a sua volta trae origine dal greco geranos; la stessa etimologia hanno anche il francese grue e lo spagnolo grulla, nonché il tedesco kranich e l'inglese crane, termini strettamente correlati tra loro. Secondo Isidoro di Siviglia è possibile che grus derivi dal latino congruere («essere d'accordo»). Pertanto, tale nome si riferirebbe sia al richiamo simile allo squillo di una tromba di questi uccelli, sia alle posizioni sincrone che assumono durante le loro danze.
Inoltre, gli etimologi hanno anche riscontrato alcuni nomi che derivano da quello delle gru. Ad esempio, alcune bacche simili al mirtillo rosso che le gru amano mangiare (Vaccinium oxycoccos) vengono chiamate in inglese cranberries («bacche delle gru»). Il suo piede simboleggia il dipartirsi delle varie linee nell'albero genealogico tant'è vero che ha ispirato il francese antico pied-de-grue, indicante quel particolare disegno dove in cima vi era il capostipite, mentre i suoi discendenti erano via via collegati fra loro da tratti verticali verso il basso: in quegli schemi comparivano spesso dei segni composti di tre linee a forma di freccia aperta che designavano la successione e che furono considerati come l'orma del piede di questo uccello. Poi gli inglesi, ispirandosi a quell'espressione, forgiarono il vocabolo pedigree, che venne a poco a poco a significare «discendenza». In Italia si è cominciato a usare la parola nella seconda metà del XIX secolo riservandola però ai cavalli di razza e poi agli animali domestici in genere.
Gru è stata battezzata a sua volta la macchina moderna che serve per sollevare carichi e trasportarli da un punto all'altro per la somiglianza del suo braccio mobile con il collo di questo uccello. Ha assunto lo stesso nome anche la macchina da gioco che dà la possibilità di vincere dei premi afferrandoli con un braccio meccanico.

#### Mitologia e culto

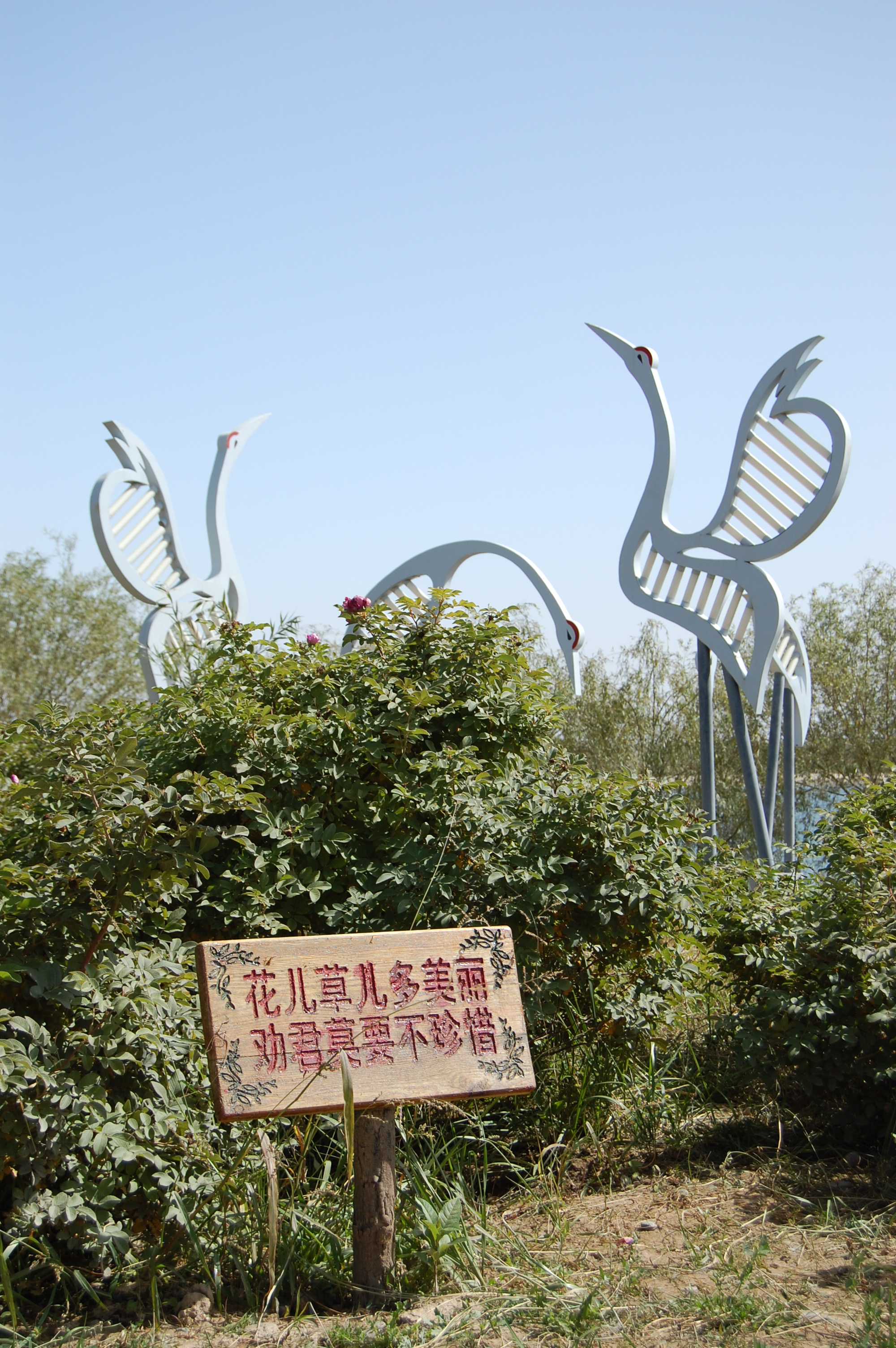
Statue di gru a Jiayuguan (Cina).

Siccome era un uccello migratore venne consacrato dai greco-romani a Ermes-Mercurio, il dio che vegliava sui viaggiatori ed era stato anticamente il protettore dei poeti e degli artisti, prima che queste funzioni gli fossero usurpate da Apollo. Il suo volo veniva osservato attentamente dagli auguri antichi che ne traevano indicazioni per il futuro.
Nell'antichità si favoleggiava che fra questi uccelli e i Pigmei, una popolazione situata più a sud delle sorgenti del Nilo, vigesse un'inimicizia eterna. «A quanto sento dire», scriveva Eliano, «anche il popolo dei Pigmei è retto a monarchia; ma essendo venuto meno il re, il comando sopra di loro fu assunto da una regina, di nome Gerana, che i Pigmei divinizzarono tributandole onori troppo grandi per un essere umano. A causa di quegli eccessi Gerana cominciò a dare segni di pazzia e a disprezzare le dee; diceva, riferendosi in particolare a Era, ad Atena, ad Artemide e Afrodite, che queste divinità non potevano minimamente competere con la sua bellezza. Non riuscì però a sottrarsi alle conseguenze di simili vaniloqui. Poi  Era (divinità) sdegnata la trasformò nel più brutto degli uccelli, cioè in una gru, dunque anche oggi lo spirito di Gerana nei corpi delle gru  continua a combattere contro i Pigmei, colpevoli di averla rovinata e resa pazza con le eccessive manifestazioni di ossequio».
Al mitico episodio allude anche Omero:
si mossero i Troiani con clamore e gridio, come uccelli,

come quando nel cielo si spande lo strepito delle gru,

che fuggite di fronte all'inverno e alle grandi piogge,

strepitando si levano a volo sulle correnti dell'Oceano,

per poi portare ai Pigmei la strage e la morte...»
Fu sempre Omero a parlare per primo della «danza delle gru», quella che fu eseguita da Teseo all'uscita dal labirinto, poco prima che l'eroe ripartisse con Arianna; tale danza era collegata al labirinto: Károly Kerényi spiega la correlazione col fatto che la gru è un uccello migratore che va e ritorna, come Teseo che va e torna dal labirinto.
In Grecia si narrava che durante il diluvio Deucalione fu salvato da uno stormo di gru che lo guidò sul monte Gerania, che significa «il monte delle gru» (dal greco ghéranos, che designa questo uccello).
Nella stessa area simbolica si situa anche una leggenda greca secondo la quale il celebre poeta Ibico, nato a Reggio nella Magna Grecia, era stato ucciso da alcuni ladroni. Nessuno sarebbe riuscito a scoprire gli assassini se uno stormo di gru non li avesse indicati sorvolandoli con insistenza. Questa storia, narrata da Plutarco, ispirò molti secoli dopo Friedrich Schiller a scrivere la famosa ballata Le gru di Ibico.
Si diceva che il dio celtico Ogma avesse inventato l'alfabeto ogamico dopo aver osservato il volo delle gru, che erano le custodi del segreto di questo alfabeto. In Irlanda, i contadini pregavano il dio Manannan portando in offerta una sacca di pelle di gru piena di tesori del mare, chiedendo in cambio di avere un buon raccolto, mentre i marinai gli si rivolgevano affinché facessero un buon viaggio. Il paese di Grippia menzionato nella saga di Herzog Ernst era abitato da uomini con teste di gru che assediavano un popolo di pigmei fino a ché Ernst non riuscì a liberarli. In Svezia le gru vengono soprannominate gli «uccelli della fortuna», in quanto il loro arrivo coincide con la primavera, che porta con sé calore, luce e abbondanza di cibo.

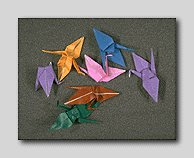
Origami di gru - simbolo di lunga vita.

Il simbolo di guida spirituale verso la liberazione si riscontra in Cina dove la danza delle gru (che vengono chiamate 鹤, hè) evoca la possibilità di volare fino alle Isole degli Immortali. D'altronde nel taoismo questo trampoliere è simbolo d'immortalità. A loro volta i giapponesi, credendo che le gru vivano migliaia di anni, le considerano simboli di longevità: tanto è vero che si offrono spesso agli anziani delle pitture o incisioni dove figurano gru, pini e tartarughe, tutti e tre simboli di lunga vita. L'immagine di questo uccello è collegata anche al culto degli antenati, come testimoniano molti oggetti rituali che, modellati nelle sembianze del volatile, vengono usati nelle cerimonie in loro onore. Questo simbolismo si spiega considerando che in Cina la gru è l'uccello Hac, «colui che è venuto e non rimane». Dopo l'esplosione atomica su Hiroshima, che si dice sia stata più luminosa di mille soli, una bambina colpita dalle radiazioni, Sadako Sasaki, si impegnò a costruire mille gru di carta nella speranza di poter guarire. Morì prima di portare a termine la sua impresa, ma altri bambini hanno continuato per lei, e oggi le statue di pietra del Peace Memorial Park di Hiroshima sono decorate da milioni di piccole gru di origami.
In India tuttavia, a causa di alcuni suoi atteggiamenti, come quelli che assume nella danza, è considerata il più falso tra gli uccelli e simbolo di tradimento. «Ingannevole» è l'epiteto con cui la si designa: non a caso ha dato il suo nome alle dee dalla testa di gru (le otto mahâvidyâ) che simboleggiano la potenza della crudeltà, della magia nera, del veleno e dell'istinto di distruzione.

#### Araldica

Stemma della comunità di Kransberg.

Riguardo alle gru, mescolando osservazioni fondate e fantasticherie, che tuttavia hanno ispirato il simbolismo di questo animale, Plinio il Vecchio riferiva:
Già Aristotele aveva smentito la falsa credenza della pietra tenuta nella zampa: tuttavia essa era troppo suggestiva per non venire adottata anche nel Medioevo giacché evocava i simboli della vigilanza, della previdenza e anche della prudenza spirituale. È possibile trovare la figura della gru con la pietra su molti emblemi, stemmi e insegne, nonché su case e castelli.
Nella cristianità medievale ci si è ispirati a una credenza dei naturalisti antichi per evocare anche la figura del Salvatore: come testimonia il passo di Plinio il Vecchio che abbiamo citato, le gru si scelgono un capo il quale non soltanto guida lo stormo durante la migrazione, ma di notte lo sorveglia con la testa eretta.
Sulla decorazione di un vaso antico proveniente dalla villa Adriana di Tivoli, oggi custodito al Museo di Cluny, si vede una gru che combatte il serpente. Probabilmente l'immagine venne a simboleggiare in ambiente cristiano il Cristo che combatte il demonio. Così è stata interpretata un'analoga figura su un amuleto gnostico: è un simbolismo che appare anche nell'ambito della cicogna. D'altronde nel Medioevo si tendevano a confondere le cicogne con le gru, gli aironi e gli ibis.
Nel mosaico del santuario cristiano di Madaba, eretto in Palestina nel 490 in onore di sant'Elia, si è scoperta anche una gru coronata che non può non essere una figura simbolica di Cristo.

#### Astronomia

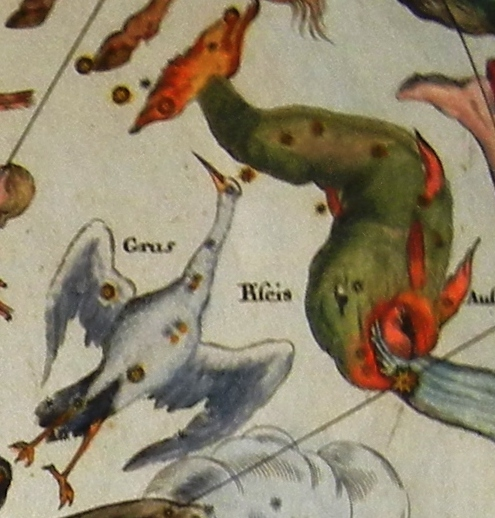
Le costellazioni della Gru e del Pesce Australe, che in passato formavano una costellazione unica, come appaiono in Atlas Coelestis di Johann Doppelmayr (1742 ca.).

La gru è anche disegnata nel cielo: Plancius, che nel 1598 l'aveva inserita nel suo mappamondo, in uno successivo la trasformò nel Fenicottero (Phoenicopterus); oggi però è catalogata con il nome originario. Venne formata con stelle che si trovavano sotto il Pesce australe. Due sono abbastanza luminose: Alnair (α Gruis, magnitudine 1,7), il cui nome deriva dall'abbreviazione di un'espressione araba che significa «quella brillante presa dalla coda di pesce» perché gli arabi nel Medioevo avevano esteso la coda del Pesce australe fino a questa regione del cielo; e β Gruis, una gigante rossa di magnitudine 2,1.

#### Fiabe, favole e letteratura
Nell'antica tradizione popolare e nelle fiabe, la gru, alla quale vengono di regola attribuite qualità positive, compare come annunciatrice di nascite e di matrimoni, ma anche di guerra e di morte. Nelle favole viene di solito utilizzata per simboleggiare l'ingiustizia e l'ingratitudine umana.
Il racconto jakuto Le piume della gru parla di una gru che si trasforma in una bellissima ragazza per sposare un essere umano. Un giorno, tuttavia, l'uomo scopre le piume strappate che un tempo rivestivano la moglie e si allontana, rappresentando così la natura sfuggente dell'estate e dell'amore. Anche favole russe come L'airone e la gru o La volpe e la gru hanno per protagonista questo uccello; in quest'ultima, i due protagonisti si invitano reciprocamente a un pranzo che solo il padrone di casa è in grado di mangiare. Anche Johann Wolfgang Goethe dedicò a questo argomento un poema. Nella favola di Fedro Il lupo e la gru, invece, l'uccello libera il lupo da un osso rimastogli bloccato in gola, ma non riceve alcuna ricompensa.
Nelle Storie animali di Haanpää la gru viene umanizzata e individualizzata. Il racconto La gru dalle ali monche parla di un esemplare che non può migrare verso sud e durante l'inverno deve lottare contro i suoi nemici. Esso trae spunto dal poema La gru di Theodor Fontane, che parla di una gru con le ali spuntate che tenta a lungo di seguire i suoi conspecifici e viene derisa dai polli dopo i suoi inutili sforzi.
L'antico profeta israelita Geremia cita uno dei tratti caratteristici di questo uccello (il conoscere il periodo in cui migrare) nella Bibbia (Geremia 8,7).
Nella poesia, la gru viene utilizzata simbolicamente per descrivere qualcosa di «sublime» in natura. La gru saggia di Wilhelm Busch si rifà nuovamente alla figura dell'uccello vigile con la pietra nella zampa. Johann Wolfgang Goethe, nel Faust: Una tragedia (Fuori porta), lascia che il protagonista si lamenti:
L'uccello è protagonista anche delle poesie La gru di Nikolaus Lenau, La gru di Nikolaj Rubcov e La gru paralizzata di Ewald Christian von Kleist.
Nel romanzo I bambini Jeronim di Ernst Wiechert, Gogun, un razziatore di nidi, ruba le uova di gru e i loro piccoli per venderli ai proprietari terrieri. Nel dramma di Viktor S. Rozow Gli amanti eterni, questi uccelli vengono usati come metafora alla morte del protagonista Boris. Nella novella Le prime gru di Čyngyz Ajtmatov, le gru appaiono come annunciatrici della primavera prossima, dell'amore e della gioia di vivere, ma anche come promemoria contro la guerra, l'alienazione e le divisioni. Anche Selma Lagerlöf menziona la gru in uno dei capitoli del Viaggio meraviglioso di Nils Holgersson (La grande danza delle gru sul Kullaberg).
Nel celebre racconto del Decameron Chichibio e la gru, di Giovanni Boccaccio, il volatile e il suo modo di dormire sono il motivo dello "scontro" tra un cuoco veneziano e il suo padrone cacciatore, che si risolverà in maniera simpatica.

#### Media

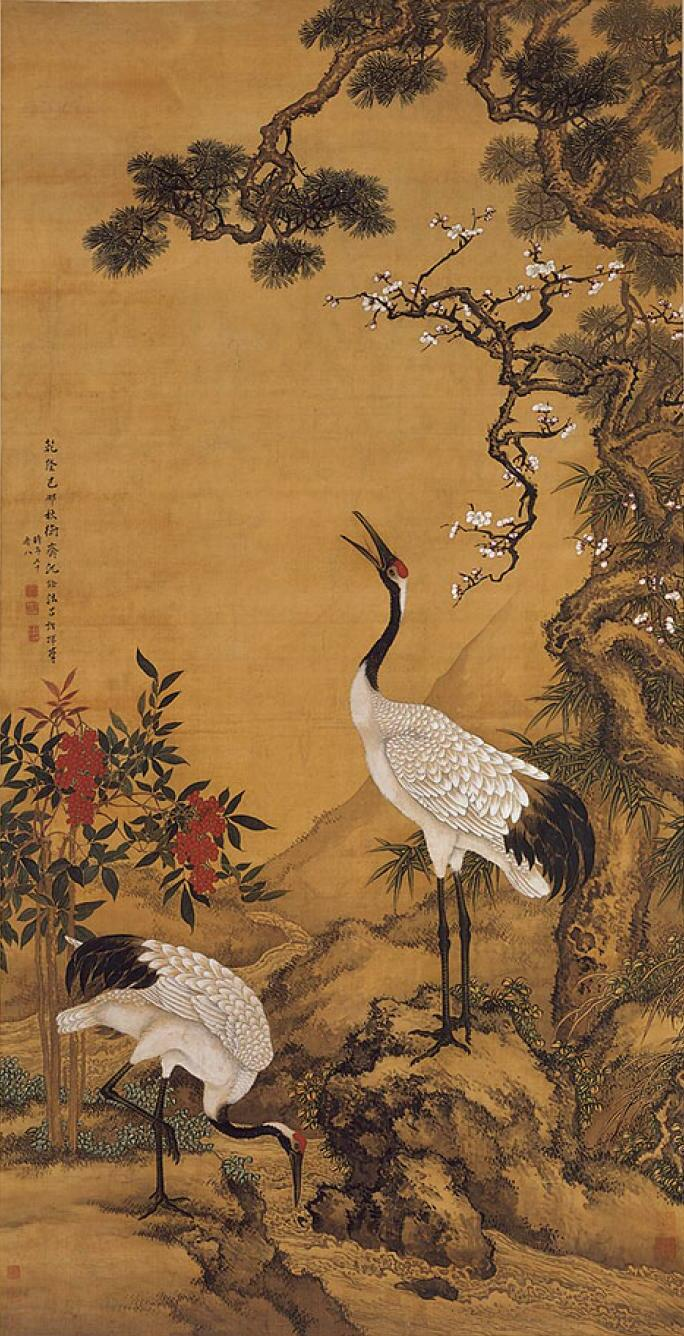
Tre simboli cinesi - il pino, il susino e la gru (qui due gru della Manciuria) - in un disegno di Shen Quan (1759).

Nell'opera Ascesa e caduta della città di Mahagonny di Bertolt Brecht c'è un brano musicale che parla delle gru (Siehst du die Kraniche im hohen Bogen...).
Nelle arti visive, raffigurazioni di gru si possono trovare dalle epoche storiche più antiche fino ad oggi. Questo uccello è stato un modello sia per pitture su tavola che su parete, nonché per miniature e illustrazioni. Ne esistono rappresentazioni artigianali e plastiche fatte di tessuto, ceramica, legno, pietra, bronzo, metalli preziosi e altri materiali. Soprattutto in Asia, è uno dei soggetti preferiti dagli illustratori.
Nell'arte cristiana, la gru compare, assieme ad altri uccelli, all'ingresso dell'arca di Noè nel mosaico della chiesa di San Marco a Venezia. Un'incisione di Albrecht Dürer mostra la Giustizia con la gru con la pietra nella zampa al suo fianco.
Nel film Quando volano le cicogne del regista georgiano Michail Kalatozov, uno stormo di gru appare in cielo alla morte di Boris, il protagonista.
La gru in volo è il logo di molte compagnie aeree attuali. Essa è utilizzata dalla Japan Airlines, dalla Air Uganda e dalla XiamenAir cinese. Il logo della tedesca Lufthansa, creato nel 1918 da Otto Firle a Berlino, viene utilizzato dal 1926.
Un particolare reparto operativo della polizia austriaca, istituito in seguito all'attacco terroristico all'aeroporto di Vienna-Schwechat del 27 dicembre 1985, è stato battezzato Einsatzabteilung Kranich; il nome è stato scelto per la particolare vigilanza di questo uccello e, probabilmente, anche per la sua associazione con il volo.

### L'uomo e le gru

#### Le gru come oggetto di caccia
Grazie ai petroglifi che sono stati scoperti in grotte spagnole e in Svezia, nonché ai ritrovamenti di ossa negli insediamenti neolitici, sappiamo che le gru sono state cacciate fin dalla preistoria. È interessante notare che le ossa di età romana ritrovate in Ungheria sono circa il 10-20% più grandi di quelle degli esemplari odierni. La carne e le uova venivano mangiate, con le ossa venivano fabbricati strumenti e le piume venivano usate come monili.
Il poeta latino Orazio la considerava una «piacevole preda», se solo non avesse avuto così tanti tendini. Ancora oggi, è possibile trovare gru in vendita in alcuni mercati in Africa e in India. Nel Medioevo le gru erano considerate prede nobili. Il trattato di caccia di Pietro de' Crescenzi ne descrive accuratamente la cattura con una rete tesa nella quale, al crepuscolo, questi uccelli venivano spinti. Nel suo libro di falconeria, il codice De arte venandi cum avibus (Sull'arte di cacciare con gli uccelli) l'imperatore Federico II di Hohenstaufen raffigurò in varie miniature a colori la gru in varie attività. 
Una testimonianza del prestigio di cui godeva questo animale sulle tavole dei ricchi signori del medioevo si può ritrovare nella IV novella della VI giornata del Decameron di Giovanni Boccaccio, libro scritto alla metà del XIV secolo. La vicenda ruota appunto attorno a un banchetto tenutosi a casa del banchiere fiorentino Currado Gianfigliazzi, durante il quale viene servito come piatto forte un'intera gru allo spiedo, uccisa dallo stesso Gianfigliazzi in una battuta di caccia.

#### La gru come animale nocivo

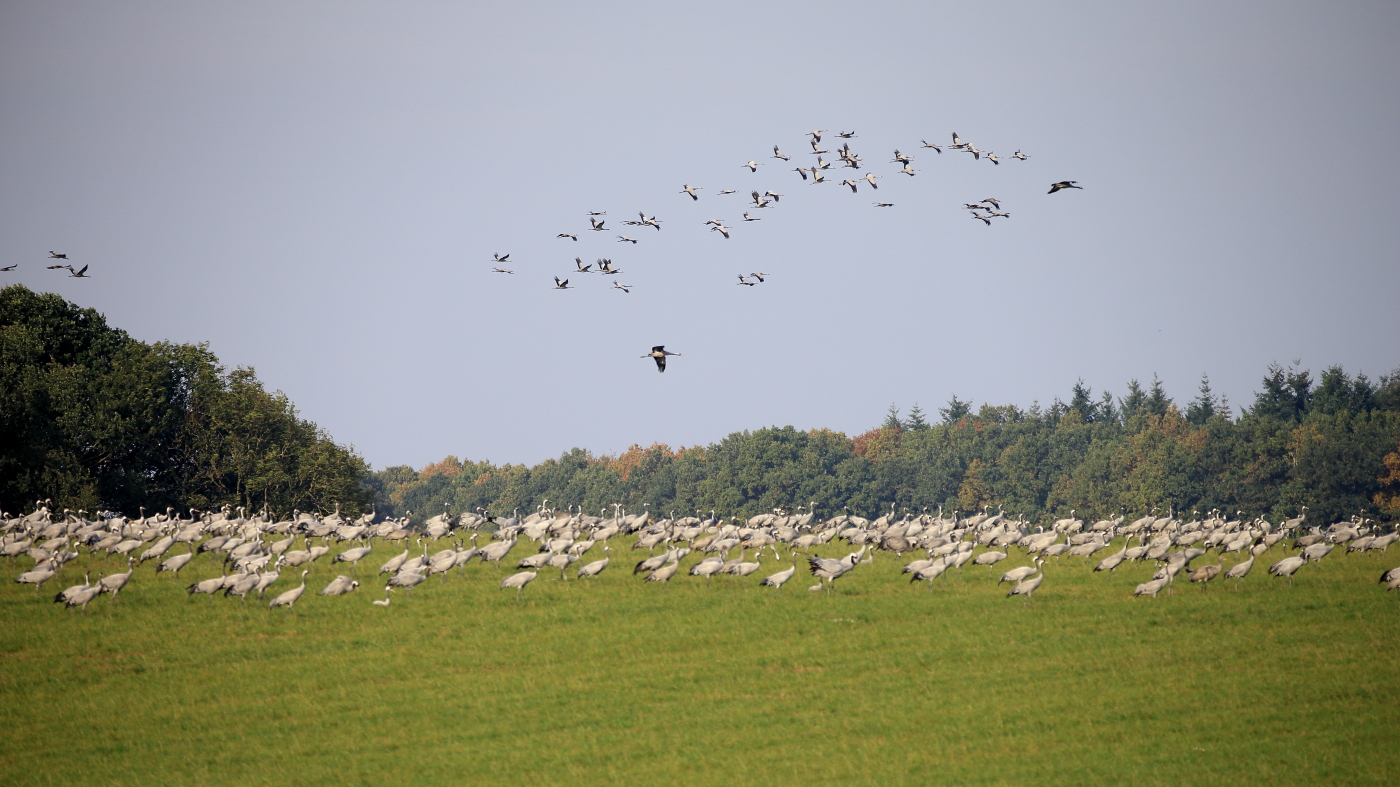
Gru nel Meclemburgo.

Secondo un detto contadino bizantino, è più facile «coltivare la roccia che campi e colline con gru nelle vicinanze». Chiamandole «ladri di semi» e «razziatrici di zolle», gli antichi greci le catturavano con reti, cappi o con il vischio. In Prussia, Federico Guglielmo I ordinò la caccia alle gru «per i grandi danni» che arrecavano alle coltivazioni nelle valli fluviali e nelle pianure alluvionali.

#### La gru come misuratore del tempo
Un certo numero di regole meteorognostiche correlate alla semina e alla raccolta, fa riferimento alle migrazioni delle gru. Ad esempio, l'autore greco Esiodo afferma quanto segue:
che ogni anno strepita dall'alto delle nubi:

essa reca il segnale dell'aratura e dell'inverno piovoso

indica la stagione...»
Inoltre, le gru che volano ad alta quota dovrebbero annunciare il bel tempo.

#### La gru come animale ornamentale
Gru cenerine e damigelle di Numidia erano tenute come uccelli ornamentali sia in Cina («uccelli di rango superiore») che in India («i più importanti tra tutti i pennuti»), nonché nell'Antico Egitto. Ne troviamo raffigurazioni risalenti ad oltre 4000 anni fa sulle pareti delle tombe egiziane del periodo faraonico. I bassorilievi della mastaba di Ti indicano anche che questi uccelli venivano tenuti e fatti ingrassare in stormi semi-addomesticati come animali sacrificali.
Dagli scritti del romano Varrone si può concludere che le gru furono in seguito allevate anche come uccelli domestici. Esse erano abituate a sorvegliare la casa e il cortile, grazie alle forti grida che avvisavano in modo affidabile l'arrivo di animali carnivori e uccelli rapaci. Tuttavia, quando Carlo Magno effettuò dei cambiamenti ad una legge salica, tale usanza andò persa.

#### Protezione delle gru
Ben undici specie delle quindici presenti sulla Terra sono a rischio di estinzione. In Asia orientale la perdita di aree umide minaccia la gru della Manciuria, quella monaca e quella nucabianca. La leggiadra gru del paradiso, l'uccello simbolo del Sudafrica, è stata messa a rischio dalla predazione da parte dei cani rinselvatichiti e dalle colture arboree che hanno soppiantato gran parte del raro habitat originario della specie. La gru americana, la specie più rara, è stata cancellata da gran parte del suo areale in America del Nord nel XIX secolo a causa della caccia, della raccolta delle uova e della distruzione dell'habitat provocata dalla bonifica delle aree umide a favore delle praterie, più adatte all'allevamento. Nei primi anni '40 erano rimaste soltanto 21 gru americane. Grazie alla protezione dell'ambiente, alle leggi più restrittive sulla caccia e ai programmi di allevamento in cattività cominciati negli anni '60, quanto rimasto della popolazione di gru americana ha iniziato ad aumentare. Al momento si contano 442 individui in natura e 161 in cattività, nulla in confronto ai numeri originali, ma un grande risultato sulla via della salvezza per questa specie.
Tre le organizzazioni che si dedicano alla protezione delle gru ricordiamo l'International Crane Foundation, con sede negli USA, e l'europea European Crane Working Group.